# Acmopyle
Acmopyle es un género de coníferas en la familia de las Podocarpaceae; incluye solo dos especies de árboles perennifolios de pequeños a altos y bien ramosos: 

## Especies
- A. pancheri, endémica de Nueva Caledonia
- A. sahniana, endémica de Fiyi.

La familia de las podocarpáceas es característica de la flora Antártica, que evolucionó en la porción sur, fresca, húmeda del antiguo supercontinente de Gondwana. Gondwana se quebró hace entre 110 a 30 millones de años en los continentes de Sudamérica, Australia, África, India, Antártida, y varias grandes islas. Nueva Caledonia es un fragmento antiguo de Gondwana, rica en especies podocarpas. Fiyi es mucho más joven geológicamente, y no fue parte de ningún continente; Acmopyle debió llegar a Fiyi a través del mar.